# Saxonia (parowóz)
Saxonia – parowóz zaprojektowany przez Maschinenbauanstalt Übigau w Dreźnie w 1838 roku dla saksońskiej linii kolejowej Lipsk – Drezno. Saxonia była pierwszym zbudowanym parowozem niemieckim. Parowóz eksploatowano do 1856 roku. Na uroczystość 150-lecia kolei niemieckiej została zbudowana replika parowozu SAXONIA. Wyprodukowała ją firma Maschinenbauanstalt Übigau na podstawie pierwowzoru. Replika parowozu jest obecnie czynnym eksponatem.